# Que nos sigan las luces
Que nos sigan las luces, es una canción del cantante español Alfred García, compuesta por Nil Moliner y adaptada por el propio cantante para su presentación a la selección en Eurovisión.
Su última versión fue lanzada en plataformas digitales el 14 de diciembre de 2018 con el primer disco oficial del cantante 1016.

## Antecedentes
En noviembre de 2017, comenzaron los rumores de que el representante de España en el Festival de la Canción de Eurovisión 2018 sería un concursante de Operación Triunfo 2017.
El 4 de diciembre de 2017, Roberto Leal, presentador de dicho programa, confirma a los espectadores y al público que los rumores eran ciertos y que uno de los 5 finalistas del programa representaría a España en Eurovisión. 
El 23 de enero de 2018 se anunciaron las canciones candidatas a representar a España en el festival entre los que estaba «que nos sigan las luces», sin embargo, al escuchar la letra original, Alfred decidió cambiarla para dar le un toque más personal. 
La selección oficial de la canción que se llevaría al festival fue el 29 de enero de 2018, justo antes de terminar la edición del programa, en el cual la canción de Alfred no salió bien parada pues quedó en una octava posición con un 3% de los votos.

## Controversias

### Descontento del intérprete
Durante la presentación del tema , Alfred no dudó en solicitar el permiso del autor para darle un toque más personal a la canción, ya que tenía la idea de que esa canción quedaría como “su primera canción oficial ante el mundo” . Finalmente, después de varias sesiones de composición y debates por parte de los profesores de la academia, autor y cantante, la canción tomo su nueva letra y siguió adelante. 

## Interpretaciones en directo

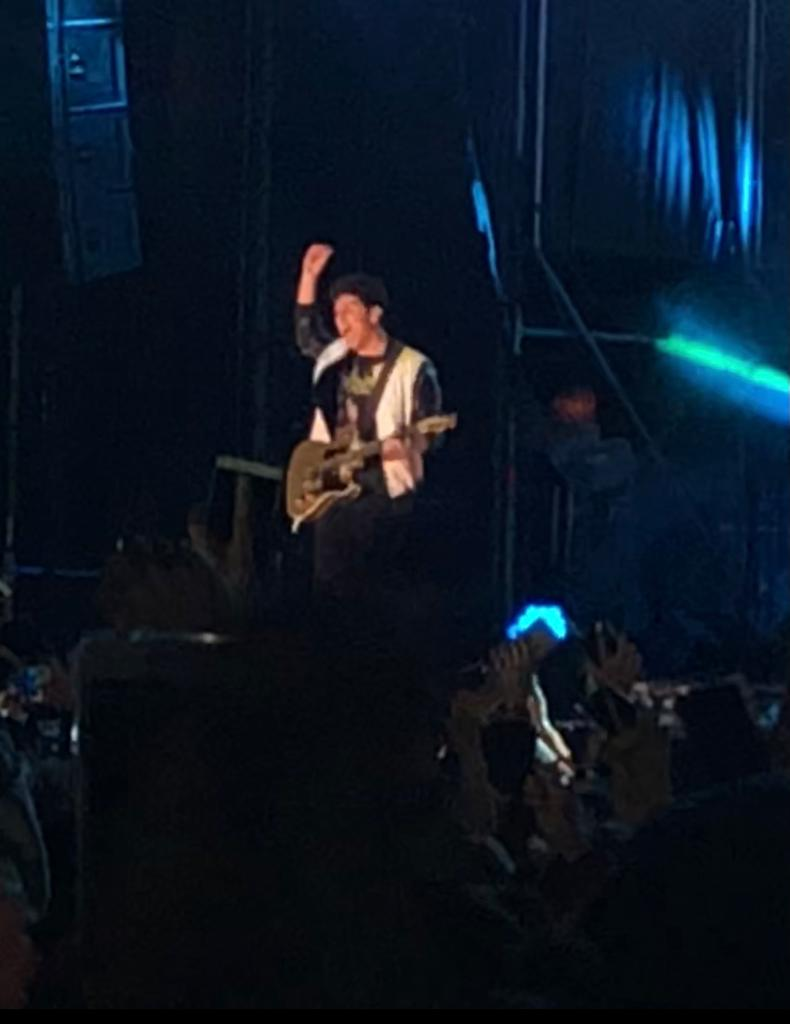
Alfred cantando "que nos sigan las luces"

Desde su estreno oficial en la Selección de la canción de eurovisión, Alfred no dejó de interpretarla en directo.
La gira de Operación triunfo 2017 tuvo Consigo la incorporación de la canción dentro de la lista de canciones del tour por toda España.
El 9 de mayo de 2018 el cantautor anunció una gira de conciertos donde mostraría al público algunos de los temas incluidos en su álbum debut, entre los cuales estaba “que nos sigan las luces”, esta se dedicó especialmente a la presentación en Festivales del verano de 2018. Esta gira le darían el nombre <<1016 Is Coming Tour.>>

#### Festivales  donde sonó la canción
| Fecha                    | Ciudad    | Festival o evento               | Recinto                     |
| 19 de abril de 2019      | Madrid    | Pre-Party 2019                  | La Riviera                  |
| 17 de mayo de 2019       | Madrid    | Los40 Primavera Pop             | WiZink Center               |
| 19 de mayo de 2019       | Málaga    | Los40 Primavera Pop             | Auditorio Cortijo de Torres |
| 29 de junio de 2019      | Barcelona | SHARE Festival                  | Pueblo Español              |
| 24 de agosto de 2019     | Valencia  | Mediterránea Festival           | Playa de Tavernes           |
| 14 de septiembre de 2019 | Madrid    | Coca-Cola Music Experience 2019 | IFEMA                       |

### gira 1016 , la canción como himno
Alfred y su equipo, utilizaron la reedición de la canción como sencillo de presentación del disco junto a <<De la Tierra hasta Marte>>. Un álbum donde comprende estilos de pop y rock.
Si ya en la gira de preestreno del disco la canción era alabada por todo el público y cantada por todos ellos, en esta gira que llegó a las Américas, para sorpresa de todos acabó siendo un himno dentro de la gira y siendo la canción más esperada y deseada del concierto del artista.[cita requerida]
| Fecha                    | Ciudad            | Recinto                |
| 14 de febrero de 2019    | Barcelona         | Sidecar                |
| 28 de febrero de 2019    | Madrid            | Joy Eslava             |
| 1 de marzo de 2019       | Madrid            | Joy Eslava             |
| 8 de marzo de 2019       | Córdoba           | Sala M100              |
| 9 de marzo de 2019       | Granada           | Sala Aliatar           |
| 15 de marzo de 2019      | Gijón             | Sala Albéniz           |
| 16 de marzo de 2019      | Santander         | Escenario Santander    |
| 22 de marzo de 2019      | Valencia          | Sala Moon              |
| 23 de marzo de 2019      | Alicante          | Sala The One           |
| 30 de marzo de 2019      | Sevilla           | Sala Custom            |
| 5 de abril de 2019       | Gerona            | Auditorio de Gerona    |
| 11 de abril de 2019      | Barcelona         | Sala BARTS             |
| 12 de abril de 2019      | Barcelona         | Sala BARTS             |
| 26 de abril de 2019      | Pamplona          | Sala Zentral           |
| 27 de abril de 2019      | Zaragoza          | Sala Oasis             |
| 3 de mayo de 2019        | Málaga            | Sala París 15          |
| 4 de mayo de 2019        | Murcia            | Sala REM               |
| 10 de mayo de 2019       | La Coruña         | Playa Club             |
| 11 de mayo de 2019       | Bilbao            | Sala Santana 27        |
| 18 de mayo de 2019       | Lérida            | La Lonja de Lérida     |
| 24 de mayo de 2019       | Vigo              | Sala Rouge             |
| 25 de mayo de 2019       | Santiago          | Sala Capitol           |
| 31 de mayo de 2019       | Valladolid        | Sala Lava              |
| 7 de junio de 2019       | Palma de Mallorca | Trui Teatre            |
| 19 de julio de 2019      | Valencia          | Feria de Valencia      |
| 26 de julio de 2019      | Ampurias          | Yacimiento de Ampurias |
| 28 de julio de 2019      | Mataró            | Parc Central           |
| 31 de agosto de 2019     | Buenos Aires      | The Roxy Live          |
| 1 de septiembre de 2019  | Buenos Aires      | The Roxy Live          |
| 6 de septiembre de 2019  | Alicante          | Casino de Monovar      |
| 7 de septiembre de 2019  | Alcalá de Henares | Palacio del Arzobispo  |
| 13 de septiembre de 2019 | Tarragona         | Palau de Congressos    |
| 9 de noviembre de 2019   | Barcelona         | Sant Jordi Club        |

## Recepción Comercial
el tema se posicionó en el número uno en ventas y descargas, convirtiéndose sin lugar a duda en el primer éxito de artista debutando en solitario desde su salida del Talent Show.
El 30 de octubre de 2018 se hace público que el tema ha conseguido el Disco de oro digital el cual recibió el compositor en una visita a la academia de OT.
La Canción se mantuvo durante semanas en el Top 50 de las canciones más escuchada en territorio español. Consiguiendo entrar así, en las listas de las radios española, siendo emitida de manera muy frecuente en antena.
Actualmente tiene vendidas más de 20.000 copias certificadas del tema. Consiguiendo así hacer al álbum en el que se encuentra la canción con el disco de platino. 